# أيوب سكوم
أيوب سكومة  (8 يوليو 1988 المغرب) هو لاعب كرة قدم مغربي.

## روابط خارجية
- أيوب سكوم على موقع قاعدة بيانات كرة القدم.إي يو (الإنجليزية)
- أيوب سكوم على موقع عالم كرة القدم.نت (الإنجليزية)